# Wilhelm Dümmler
Wilhelm Dümmler (* 17. Dezember 1867 in Gefell; † 1947) war ein deutscher Kommunalpolitiker.

## Werdegang
Dümmler war von 1898 bis 1920 rechtskundiger Bürgermeister von Schwabach. Während seiner Amtszeit wurden zahlreiche infrastrukturelle Maßnahmen umgesetzt. Der Weimarer Republik stand er skeptisch gegenüber und schloss sich zum 1. August 1935 der NSDAP an (Mitgliedsnummer 3.691.573). Im selben Jahr wurde er Ratsherr und Beirat für Fürsorgeangelegenheiten. Während des Zweiten Weltkriegs war er maßgeblich an der Organisation des Luftschutzes in Schwabach beteiligt.

## Ehrungen
- 1907: Ehrenbürger der Stadt Schwabach